# Kobus kob
Il cobo o kob (Kobus kob (Erxleben, 1777)) è un mammifero africano della famiglia dei Bovidi.

## Descrizione
Il kob ha una struttura simile a un impala, ma più robusta. Questa grossa antilope si presenta con un mantello color nocciola-dorato, con qualche lieve variante cromatica da esemplare ad esemplare. Intorno agli occhi, nella parte anteriore del collo e lungo tutto l'addome presenta una colorazione chiara, tendente al bianco. Le zampe sono nere. Le corna dei maschi sono a forma di lira e sono avvolte a spirale.
Un kob adulto può arrivare ad una altezza di 90-100 cm.
I maschi più pesanti arrivano a pesare 94 kg.

## Biologia
Le corna dei maschi non hanno tendenzialmente funzione di combattimento. Infatti i kob utilizzano altri metodi per difendere il proprio territorio e per la conquista delle femmine.
Il corteggiamento avviene con una “danza rituale” che ha come vincitore, nella maggior parte dei casi, il maschio più grosso e pesante. I branchi sono molto numerosi.
In caso di pericolo, il kob emette un suono molto possente, simile ad un belato per avvertire il resto del branco che si mette subito in fuga.

## Distribuzione e habitat
Il kob vive lungo la fascia dell'Africa subsahariana, da oriente a occidente. Non si allontana mai dalle zone umide come le praterie erbose o i margini dei boschi.